# Studna Chand Baori

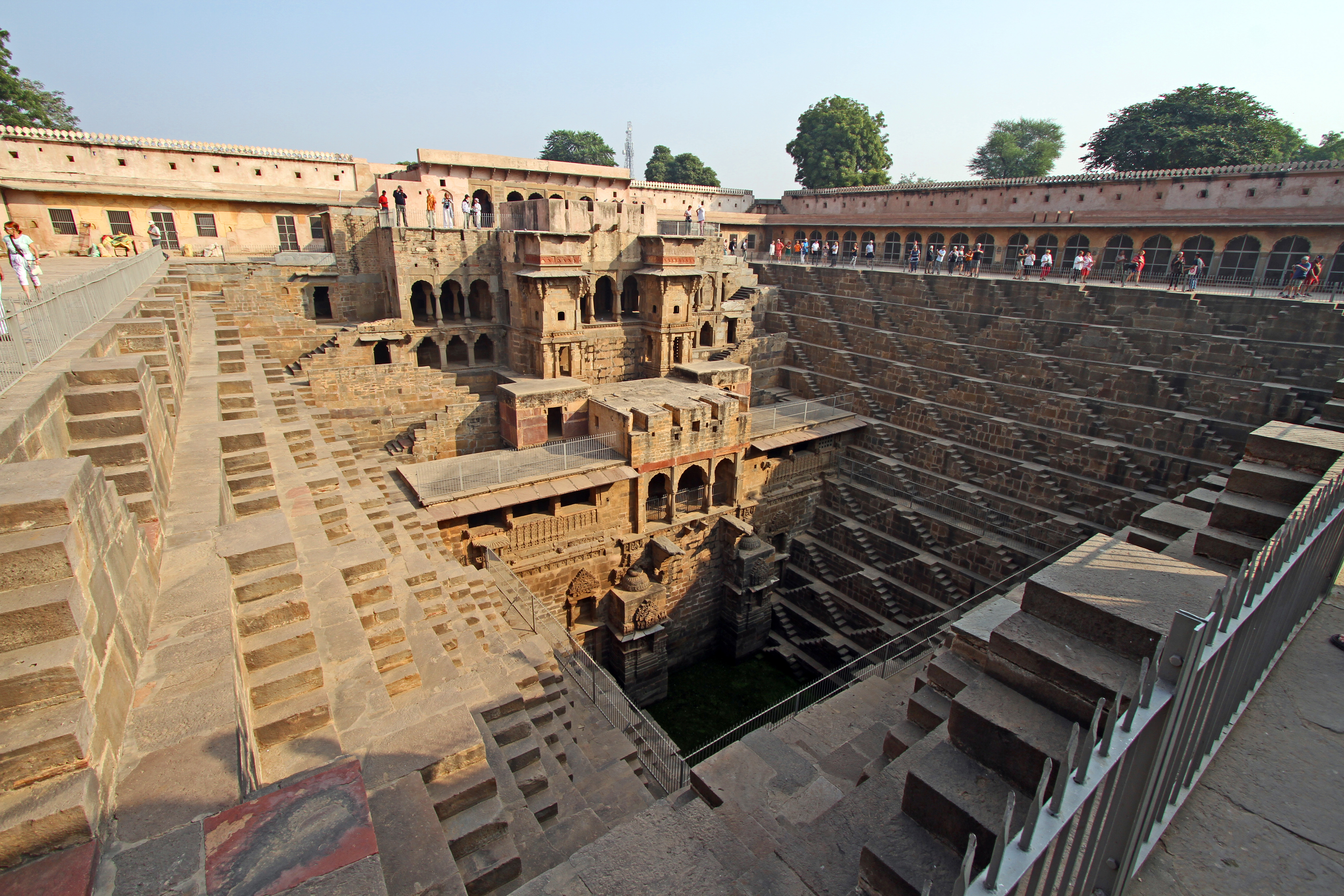
Studna Chand Baori v Indii

Studna Chand Baori se nachází nedaleko vesnice Abhaneri v indickém Rádžasthánu, 95 km od Džajpuru.
Ve své době představovala elegantní řešení problémů spojených s dlouhotrvajícím suchem. Umožňovala pohodlný přístup více osob i přes kolísavou výšku hladiny vody. Studna má 13 podlaží, 3500 schodů a je hluboká 30 metrů. Byla vybudována v 9. století. Podle místní pověsti studnu postavili duchové za jedinou noc.